# Hereditarni angioedem
Hereditarni angioedem (HAE) je urođeni nedostatak krvnog proteina C1 inhibitora u krvi. Ovaj urođeni nedostatak se odlikuje nekontrolisanom pojavom otoka spolja ili unutar tela. Može da zahvati sve organe. Najopasnije je ukoliko otok zahvati disajne puteve pa se pacijent može ugušiti. Mogućnost pojave otoka se uglavnom dešava spontano, ali na njega mogu da utiču i emocionalni stres, trauma ili infekcija. Uglavnom se HAE meša sa alergijom, ali to uopšte nije. Pre napada se pojavljuje slobodna tečnost u stomaku. Trajanje napada je od 1 do 5 dana.

## Spoljašnje veze
- Dijagnoza i terapija za otoke više nisu nedostižan san („Politika”, 18. jun 2020)
- Hereditarni angioedem на веб-сајту  (језик: енглески)

|  | Molimo Vas, obratite pažnju na važno upozorenje u vezi sa temama iz oblasti medicine (zdravlja). |